# الون طال
الون طال هو عضو هيئة تدريس جامعية ‏ وأستاذ جامعي وبروفيسور وسياسي إسرائيلي، ولد في 1961 في الولايات المتحدة.